# Can Segarra (la Cellera de Ter)
Can Segarra és una casa de la Cellera de Ter (Selva) inclosa a l'Inventari del Patrimoni Arquitectònic de Catalunya.

## Descripció
Es tracta d'un immoble que consta de tres plantes i golfes, cobert amb una teulada a dues aigües de vessants a façana amb un ràfec format per tres fileres de rajola. La composició del ràfec és la següent: primer una filera de rajola plana, llavors una filera de rajola acabada en punta de diamant, complementada per una altra filera de rajola plana. Està ubicat en la travessera de l'església, però al mateix temps fa cantonada, desembocant una de les seves façanes en la travessera Estreta.
La planta baixa destaca el portal, equipat amb una enorme llinda monolítica de pedra sorrenca, en la qual es pot llegir una inscripció interessant: "SOLE ME FECIT / 1 8 0 3".
La resta de pisos, és a dir el primer, segon i les golfes, han estat reproduïts sobre la base del mateix plantejament formal que consisteix en la disposició d'una finestra quadrangular per pis i emmarcada amb rajol.
Els únics elements que trenquen amb aquesta uniformitat compositiva serien: per una banda, el portal amb la llinda monolítica de grans dimensions de la façana principal. Mentre que per l'altra, la finestra rectangular amb llinda, muntants de pedra ben escairats i ampit treballat de la façana secundària, que dona al carrer Travessera estreta.
El material preponderant i que monopolitza gairebé tot l'espai físic de l'immoble és la pedra, concretament els còdols de riu sense desbastar i treballar. En un segon pla, hi ha el rajol que emmarca totes les finestres.
A mode d'apunt cal remarcar que Can Segarra es troba unit, a l'altura del primer i segon pis, amb l'edifici que es troba immediatament al seu davant conegut com a Ca la Manyana. El mecanisme d'unió que s'ha utilitzat són dos tirants o contraforts de rajol.